# حاسوب هجين

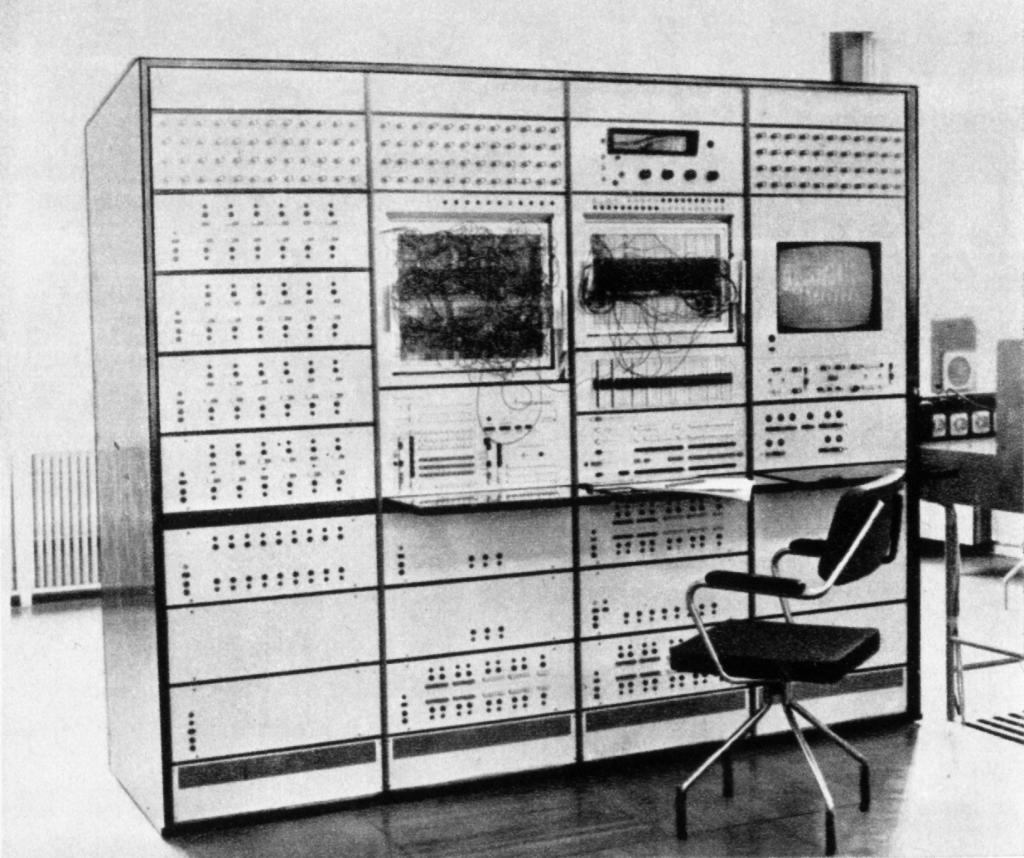
الحاسوب الهجين البولندي WAT 1001

إن أجهزة الحاسوب الهجين هي أجهزة حاسوب تتمتع بخصائص أجهزة الحاسوب التناظرية وأجهزة الحاسوب الرقمية. ويعمل المكون الرقمي عادة كوحدة تحكم ويتيح العمليات المنطقية، في حين أن المكون التناظري يعمل عادة كوحدة لحل المعادلات التفاضلية.
بشكل عام، تتميز أجهزة الحاسوب التناظرية بأنها سريعة للغاية، نظرًا لقدرتها على حل معظم المعادلات المعقدة بمعدل اختراق الإشارة لأي دائرة، وهو جزء ملحوظ من سرعة الضوء. وعلى الجانب الآخر، فإن دقة أجهزة الحاسوب التناظرية ليست جيدة؛ فهي تقتصر على ثلاثة، أو على أقصى تقدير، أربعة أرقام من الدقة.
يمكن تصميم أجهزة الحاسوب الرقمية للوصول بحل المعادلات إلى مستوى غير محدود تقريبًا من الدقة، ولكن ببطء إلى حد ما مقارنة بأجهزة الحاسوب التناظرية. وبصفة عامة، يتم تقريب المعادلات المعقدة باستخدام الطرق العددية التكرارية التي تستوعب أعدادًا هائلة من التكرارات، استنادًا إلى مدى صحة «التخمين» الأولي في القيمة النهائية ومدى الدقة المطلوبة. (يُعرف هذا التخمين الأولي بالبذرة العددية للعملية التكرارية.) وبالنسبة للكثير من العمليات التي تتم في الوقت الحقيقي، فإن سرعة العمليات الحسابية الرقمية بطيئة للغاية بما يجعل من الصعب أن تكون ذات فائدة كبيرة (على سبيل المثال، بالنسبة لـرادارات المصفوفة الطورية عالية التردد للغاية أو بالنسبة لإجراء العمليات الحسابية الخاصة بالطقس)، ولكن دقة جهاز الحاسوب التناظري غير كافية.
لذا، يمكن استخدام أجهزة الحاسوب الهجين للحصول على قيمة «بذرة» جيدة نسيبًا ولكنها غير دقيقة نسبيًا، باستخدام واجهة أمامية لجهاز حاسوب تناظري تتم بعد ذلك تغذيتها في عملية تكرارية لجهاز حاسوب رقمي لتحقيق درجة الدقة النهائية المطلوبة. ومع ثلاثة أو أربعة أرقام وبذرة عددية عالية الدقة، يتم تقليل زمن الحساب الرقمي الإجمالي اللازم للوصول إلى الدقة المطلوبة بشكل كبير، حيث تكون هناك حاجة إلى الكثير من التكرارات الأقل. وإحدى المشكلات التقنية الرئيسية التي يتعين التغلب عليها في أجهزة الحاسوب الهجين هي تقليل ضوضاء الحاسوب الرقمي في عناصر الحوسبة التناظرية والأنظمة الأرضية.
من الممكن اعتبار الجهاز العصبي لدى الحيوانات شكلاً من أشكال الحاسوب الهجين. فالإشارات تمر عبر نقاط الاشتباك العصبي من خلية عصبية إلى التالية كحزم كيميائية (رقمية) منفصلة، والتي يتم بعد ذلك تجميعها داخل الخلية العصبية بطريقة تناظرية من خلال بناء قدرة كهربائية-كيميائية حتى بلوغ القدرة القصوى، وعندها تقوم بإرسال سلسلة من الحزم الرقمية إلى الخلية العصبية التالية. والمزايا أكبر بكثير من العيوب: يتم تقليل الضوضاء داخل الجهاز (الذي يميل إلى عدم كونه عاملاً مضافًا) ولا يلزم نظام تأريض مشترك وهناك حد أدنى من انحراف الإشارة حتى لو كانت هناك اختلافات كبيرة في نشاط الخلايا على طول المسار (فقط تأخير إشارة يختلف). وتكون الخلايا العصبية الفردية مشابهة لأجهزة الحاسوب التناظرية، بينما تكون نقاط الاشتباك العصبي مماثلة لأجهزة الحاسوب الرقمية.
ينبغي تمييز أجهزة الحاسوب الهجين عن النظم الهجينة. فالنظم الهجينة قد لا تعدو أكثر من مجرد جهاز حاسوب رقمي مزود بـمحول تناظري رقمي في الدخل و/أو محول رقمي تناظري عند الخرج، لتحويل الإشارات التناظرية لمعالجة الإشارات الرقمية العادية، والعكس، على سبيل المثال، لتشغيل أنظمة التحكم الفيزيائية، مثل آليات المناظمة.

## اقرأ أيضاً
- نظام هجين